# Juan Rafo
Juan Rafo Tolosa (m. Madrid, 27 de junio de 1867) fue un ingeniero civil de origen español. Una sus obras más conocidas fue la construcción de la primera represa del Pontón de la Oliva para el Canal de Isabel II, realizada en colaboración con Juan de Ribera Piferrer. Dejó estudios de hidráulica en la su Memoria Sobre La Conducción de Aguas a Madrid realizada en 1849 como estudio previo de canalización de las aguas del río Lozoya. Colaboró, asimismo, en el trazado de las primeras líneas ferroviarias en el norte de España (ferrocarril Alar del Rey-Santander).